# Osmo Pekonen
Pour les articles homonymes, voir Pekonen.
Osmo Pekonen (né le 2 avril 1960 à Mikkeli (Savonie du Sud) et mort le 12 octobre 2022 à Uzès en France), docteur en sciences mathématiques, docteur en histoire des sciences, est un mathématicien, historien et écrivain finlandais. 

## Biographie
Osmo Esko Tapio Pekonen est titulaire de deux doctorats : l'un en mathématiques et l'autre en histoire des sciences.
Osmo Pekonen a une personnalité polyvalente, il s'implique beaucoup aux échanges culturels et scientifiques franco-finlandais. 
Dans les années 1980, il était boursier du gouvernement français et stagiaire au Centre de mathématiques Laurent Schwartz de l'École polytechnique. 
Il est également chercheur visiteur à l'Institut Henri-Poincaré, à l'université Paris-VII et à l'université Nancy-II.

## Membre de sociétés savantes
Osmo Pekonen est membre de nombreuses sociétés savantes finlandaises dont la Société de littérature finnoise.
En France, il est membre correspondant de quatre académies : Académie des sciences, arts et belles-lettres de Caen, Académie des sciences, belles-lettres et arts de Besançon et de Franche-Comté, Académie d'Orléans et Académie européenne des sciences, des arts et des lettres.

## Prix et récompenses
Osmo Pekonen est le récipiendaire du prix Chaix d'Est-Ange 2012 de l'Académie des sciences morales et politiques.

## Publications

### Ouvrages

#### Ouvrages écrits en français
- Osmo Pekonen, La Rencontre des religions autour du voyage de l'abbé Réginald Outhier en Suède en 1736-1737, Rovaniemi, Finlande, Lapland University Press, 2010, 363 p. (ISBN 978-952-484-390-4)
- Osmo Pekonen et Anouchka Vasak, Maupertuis en Laponie : à la recherche de la figure de la Terre, Paris, Hermann, 2014, 236 p. (ISBN 978-2-7056-8867-7)

#### Thèses
- (en) Contributions to and a survey on moduli spaces of differential geometric structures with applications in physics, Jyväskylä, Universität Jyväskylä, Mathematisches Institut, 1988 (ISSN 0075-4641)
- La rencontre des religions autour du voyage de l'abbé Réginald Outhier en Suède en 1736-1737, Rovaniemi, Lapland University Press, 2010 (ISBN 978-952-484-390-4)

#### Ouvrages scientifiques
- (en) Osmo Pekonen & Jouko Mickelsson (éd.), Topological and Geometrical Methods in Field Theory, Proceedings, Singapour, World Scientific, 1992 (ISBN 981-02-0961-4)
- (fi) Osmo Pekonen (éd.), Symbolien metsässä : Matemaattisia esseitä, Helsinki, Art House, 1992, 299 p. (ISBN 951-884-103-9)
- (fi) Ranskan tiede : Kuuluisia kouluja ja instituutioita, Helsinki, Art House, 1995 (ISBN 951-884-181-0)
- (fi) Marian maa. Lasse Heikkilän elämä 1925–1961, Helsinki, SKS, 2002, 350 p. (ISBN 951-746-337-5)
- (fi) Osmo Pekonen et Lea Pulkkinen, Sosiaalinen pääoma ja tieto- ja viestintätekniikan kehitys (Tekniikan arviointeja 11. Eduskunnan kanslian julkaisu 5), Helsinki, Eduskunta, tulevaisuusvaliokunta, 2002 (ISBN 951-53-2426-2)
- (fi) Osmo Pekonen (éd.), Suomalaisen modernin lyriikan synty. Juhlakirja 75-vuotiaalle Lassi Nummelle, Kuopio, Snellman-instituutti, 2005 (ISBN 951-842-279-6)
- (fi) Jorma Julkunen, Jutta Julkunen & Osmo Pekonen et alia (éds.), Porrassalmi. Etelä-Savon kulttuurin vuosikirja (dix volumes, I-X), Mikkeli, Savon Sotilasperinneyhdistys Porrassalmi ry, 2008-2017
- (fi) Osmo Pekonen & Johan Stén (éds.), Lapin tuhat tarinaa. Anto Leikolan juhlakirja, Ranua, Mäntykustannus, 2012 (ISBN 978-952-5712-72-8)
- (fi) Salaperäinen Venus, Ranua, Mäntykustannus, 2012 (ISBN 978-952-5712-60-5)[4]
- Anouchka Vasak et Osmo Pekonen, Maupertuis en Laponie : à la recherche de la figure de la Terre, Paris, Hermann, 2014, 234 p. (ISBN 978-2-7056-8867-7)
- (fi) Osmo Pekonen & Marja Itkonen-Kaila, Maan muoto, Tornio, Väylä, 2019 (ISBN 978-952-7168-92-9)
- (fi) Osmo Pekonen & Johan Stén (éds.), Markkasen galaksit. Tapio Markkanen in memoriam, Helsinki, Ursa, 2019 (ISBN 978-952-5985-68-9)
- (fi) Osmo Pekonen et Johan Stén, Valon aika, Helsinki, Art House, 2019 (ISBN 978-951-884-700-0)

#### Essais
- (fi) Danse macabre : Eurooppalaisen matkakirja, Jyväskylä, Atena, 1994 (ISBN 951-9362-84-3)
- (fi) Tuhat vuotta, Helsinki, WSOY, 1998 (ISBN 951-0-23245-9)
- (fi) Minä ja Dolly : Kolumneja, esseitä, runoja, Jyväskylä, Atena, 1999 (ISBN 951-796-190-1)
- (fi) Oodi ilolle : Matkoja, maita, kaupunkeja, Turku, Enostone, 2010 (ISBN 978-951-9036-87-8)
- (fi) Joka paikan akateemikko, Turku, Enostone, 2012 (ISBN 978-952-5960-11-2)

#### Édition de recueils d’essais
- (fi) Elämän puu, Porvoo, Helsinki, Juva, WSOY, 1997 (ISBN 951-0-21776-X)
- (fi) Elämän värit, Jyväskylä, Kopijyvä, 2003 (ISBN 952-5478-11-4)
- (fi) Elämän vuodenajat, Jyväskylä, Minerva, 2005 (ISBN 952-5591-29-8)

#### Édition de recueils de poésie
- (fi) Lasse Heikkilä : Balladi Ihantalasta. Runoja kesästä 1944, Helsinki, Jyväskylä, Minerva, 2007 (ISBN 978-952-492-018-6)
- (fi) Charles Péguy, Osmo Pekonen (éd.), Chartres’n tie : Charles Péguy’n runoja (Traduit de plusieurs collections. Principalement traduit en finnois par Anna-Maija Raittila), Jyväskylä, Minerva, 2003 (ISBN 952-5478-26-2)

#### Journaux intimes
- (fi) Osmo Pekonen, Saint-Malosta Sääksmäelle, Tampere, Enostone, 2015 (ISBN 978-952-5960-39-6)
- (fi) Osmo Pekonen, Minäkin Arkadiassa, Tampere, Enostone, 2017 (ISBN 978-952-5960-54-9)
- (fi) Osmo Pekonen, Unikukkia, ulpukoita, Rovaniemi, Väylä, 2019 (ISBN 978-952-7168-54-7)

#### Traduction en finnois d’ouvrages en prose
- (fi) Philippe Quéau (trad. Osmo Pekonen), Lumetodellisuus [« Le virtuel: Vertus et vertiges, 1993 »], Helsinki, Art House, 1995 (ISBN 951-884-173-X)
- (fi) Bo Lindberg (trad. Osmo Pekonen), Latina ja Eurooppa [« Europa och latinet, 1993 »], Jyväskylä, Atena, 1997 (ISBN 951-796-075-1)
- (fi) Alexeï Sossinsky (trad. Osmo Pekonen), Solmut : Erään matemaattisen teorian synty [« Nœuds: Genèse d’une théorie mathématique, 1999 »], Helsinki, Art House, 2002 (ISBN 951-884-347-3)
- (fi) Peter Kravanja (trad. Osmo Pekonen), Visconti, Proustin lukija [« Visconti, lecteur de Proust, 2004 »], Jyväskylä; Helsinki, Minerva, 2006 (ISBN 952-5591-39-5)
- (fi) Mary Terrall (trad. Osmo Pekonen), Maupertuis, maapallon muodon mittaaja [« The man who flattened the Earth. Maupertuis and the sciences in the Enlightenment, 2002 »], Tornio, Väylä, 2015 (ISBN 978-952-5823-97-4)
- (fi) Émilie du Châtelet (trad. Osmo Pekonen), Tutkielma onnesta [« Discours sur le bonheur »], Kuopio, Hai, 2016 (ISBN 978-952-5934-85-4)
- (fi) Pierre Louis Moreau de Maupertuis (trad. Osmo Pekonen), Fyysinen Venus [« Vénus physique, 1745 »], Helsinki, Art House, 2017 (ISBN 978-951-884-620-1)
- (fi) Roger Picard (trad. Osmo Pekonen & Juhani Sarkava), Salonkien aika [« Les salons littéraires et la société française 1610-1789; 1943 »], Helsinki, Art House, 2018 (ISBN 978-951-884-642-3)
- (fi) Francis Godwin (trad. Osmo Pekonen), Lento kuuhun [« The Man in the Moone, 1638 »], Helsinki, Art House, 2018 (ISBN 978-951-884-642-3)

#### Traduction en finnois de poésie
- (fi) Beowulf  (trad. Osmo Pekonen, Clive Tolley), Helsinki, WSOY, 1999. 2e éd.: wsoy 2007 (ISBN 978-951-0-22432-8 et 951-0-22432-4)
- (fi) Widsith. Anglosaksinen muinaisruno  (trad. Osmo Pekonen, Clive Tolley), Jyväskylä, Minerva, 2004 (ISBN 952-5478-66-1)
- (fi) Waldere. Anglosaksinen muinaisruno  (trad. Jonathan Himes, Osmo Pekonen, Clive Tolley), Jyväskylä, Minerva, 2005 (ISBN 952-5591-07-7)
- (fi) Gustav Philip Creutz (trad. Osmo Pekonen), Atis ja Camilla [« Atis och Camilla »], Turku, Faros, 2019, 72 p. (ISBN 978-952-5710-85-4, lire en ligne)

#### Ouvrages préfacés par Osmo Pekonen
- (fi) Ivar Ekeland (trad. Susanna Maaranen), Paras mahdollisista maailmoista [« Le Meilleur des mondes possibles »], Helsinki, Art House, 2004 (ISBN 951-884-306-6)
- (fi) Réginald Outhier (trad. Marja Itkonen-Kaila), Matka Pohjan perille [« Journal d'un voyage au Nord »], Rovaniemi, Väylä, 2011 (ISBN 978-952-5823-06-6)
- (fi) Jean-François Regnard (trad. Marja Itkonen-Kaila), Retki Lappiin [« Voyage de Laponie »], Rovaniemi, Väylä, 2012 (ISBN 978-952-5823-39-4)
- Lassi Nummi (trad. du finnois par Yves Avril), Le Jardin de la vie, Orléans, Paradigme, 2015, 95 p. (ISBN 978-2-86878-130-7)
- Auli Särkiö (trad. du finnois par Yves Avril), Sarmatie, Mont de Laval, Grand Tétras, 2015, 61 p. (ISBN 978-2-911648-91-5)
- (de) Eino Leino (trad. Manfred Stern), "Doch ein Lied steht über allen...", Hambourg, Verlag Dr. Kovač, 2017 (ISBN 978-3-8300-9510-1)
- (fi) Voltaire (trad. Marja Haapio), Mikromegas. Filosofinen kertomus, Helsinki, Basam Books, 2019 (ISBN 978-952-7240-28-1)

### Articles
- « Oculis spectavit amantis : d’un portrait à l’autre », Perspective, 1 | 2019, 11-16 [mis en ligne le 31 décembre 2019, consulté le 31 janvier 2022. URL : http://journals.openedition.org/perspective/12461 ; DOI : https://doi.org/10.4000/perspective.12461].